# خورشیدگرفتگی ۳ اوت ۲۰۵۴
خورشیدگرفتگی ۳ اوت ۲۰۵۴ (به انگلیسی: Solar eclipse of August 3, 2054) یک خورشیدگرفتگی از نوع خورشیدگرفتگی جزئی است. این خورشیدگرفتگی در تاریخ ۳ اوت ۲۰۵۴ میلادی (‎۱۲ مرداد ۱۴۳۳ خورشیدی) روی خواهد داد که زمان اوج آن، ساعت ۱۸:۰۴:۰۲ به‌وقت ساعت هماهنگ جهانی است.